# ميغ موريس
ميغ موريس (بالإنجليزية: Meg Morris)‏ (11 مايو 1992 في الولايات المتحدة - ) هي لاعبة كرة قدم أمريكية في مركز الوسط. شاركت مع منتخب الولايات المتحدة تحت 20 سنة للسيدات لكرة القدم. أما مع النوادي، فقد لعبت مع بورتلاند ثورنز وسكاي بلو.

## وصلات خارجية
- ميغ موريس على موقع قاعدة بيانات كرة القدم.إي يو (الإنجليزية)
- ميغ موريس على موقع Soccerway.com (الإنجليزية)